# 文希儒
文希儒（1518年—？），字真卿，廣西桂林府全州人，民籍，明朝政治人物。

## 生平
嘉靖二十五年丙（1546年）午科廣西鄉試第七名舉人。嘉靖二十九年（1550年）中式庚戌科會試第二百六十一名，三甲第一百五十八名進士。授中书舍人，三十三年五月选授南京廣東道试御史，因前在應天府石灰山關河縱使胥吏勒索受贿，被御史金浙弹劾，令南京刑部逮問，三十四年九月被黜職闲住。

## 家族
曾祖文克鈺；祖父文均暚；父文有瀾，母伍氏。具庆下。弟希脩（教谕）。